# Bruce Abdoulaye
Bruce Abdoulaye né le 15 avril 1982 à Melun est un footballeur international congolais qui évolue au poste de défenseur reconverti entraîneur.

## Biographie
Bruce Abdoulaye commence le football dans le club de la ville dans laquelle il grandit : La Ferté Gaucher. Ce n’est qu’en U15 qu’il rejoint l'US Torcy avant de rejoindre ensuite l'US Vaires-sur-Marne où il est remarqué par le Grenoble Foot. Il y passe deux saisons et y joue ses premiers matchs professionnels en Ligue 2 avant de s'engager en 2004 avec le FC Lausanne. Il n'y reste qu'une saison et en juin 2005 l'US Sénart-Moissy qui évolue en quatrième division. 
Six mois plus tard, il s'engage en faveur du Clermont Foot et retrouve la Ligue 2. Il prend rapidement une place de titulaire au sein de l'effectif mais le club termine à la 18e place et se voit relégué en troisième division. Titulaire indiscutable, il participe à la remontée du club la saison suivante en terminant champion de National.
Il signe au FC Metz, en Ligue 2 le 30 mai 2011 après avoir refusé une prolongation de trois ans au Clermont Foot. Suspendu dans un premier temps huit matchs, à la suite des incidents ayant eu lieu lors du match de Coupe de France contre le CSO Amnéville, sa sanction est ensuite annulé en appel. En mai 2012, le FC Metz est relégué en National et il résilie son contrat pour signer un contrat de deux ans avec le FK Inter Bakou en Azerbaïdjan. En contact avec plusieurs clubs français, il décide de rejoindre le club de l’Azerbaïdjan. « Le Gazelec d’Ajaccio, Le Mans et Châteauroux, notamment, étaient sur les rangs. À Châteauroux mon contrat était même prêt. Mais il fallait que je fasse un choix. J’ai trente ans, je suis plus proche de la fin de ma carrière que du début. Et finalement, l’offre de Bakou était la plus intéressante, tant sportivement que financièrement, ».
Titulaire avec la sélection congolaise lors du match Congo - Ouganda du 16 juin 2012 qui compte pour les éliminatoires de la CAN, le défenseur et son équipe encaissent 4 buts lors de ce match qui élimine la sélection à la course à la qualification.
Début juin 2014, Bruce Abdoulaye arrive à l'US Orléans qui vient d'être promu en Ligue 2. Les doutes sur l'autorisation d'accession de l'USO en L2 font traîner un peu la signature mais il signe finalement son contrat avec Orléans le 23 juin.
Après une année en Ligue 2 avec le club loirétain, le défenseur central congolais revient à Grenoble, son premier club professionnel. Il y reste une saison avant de rejoindre Bourg-en-Bresse 01 et retrouver la Ligue 2.

## Palmarès
Il est champion de National en 2007 avec Clermont Foot.

## Carrière d'entraineur
- 2017-2018 :  Louhans-Cuiseaux FC
- juillet 2018 :  FC Villefranche Beaujolais (réserve)